# Política de Bosnia y Herzegovina
La política de Bosnia y Herzegovina tiene sus bases en una república democrática parlamentaria, en la cual el Consejo de Ministros es el jefe de gobierno, y en un sistema multipartidista. El país está dividido en dos entidades: la Federación de Bosnia y Herzegovina y la República Srpska, ambas con amplia autonomía política, así como el distrito de Brčko, con administración compartida —cada una de estas entidades tiene su constitución—. El poder ejecutivo lo ejerce el gobierno, mientras que el legislativo lo comparten el gobierno y el parlamento. Los miembros del parlamento se eligen de acuerdo a un sistema de representación proporcional. El poder judicial es independiente del ejecutivo y el legislativo. Este sistema de gobierno, establecido por los Acuerdos de Dayton de 1995, es un ejemplo de consociativismo, en el cual las élites representan los tres mayores grupos del país, cada uno con una parte de poder asegurado.
En su forma de gobierno Bosnia Herzegovina tiene un Parlamento bicameral. El presidente de la República es elegido en un régimen rotativo entre representantes de cada una de las etnias, bosnia, serbia y croata. Las entidades están basadas territorialmente en las posiciones que sobre el terreno tenían las fuerzas que estaban sosteniendo el conflicto armado en el momento en que se firmaron formalmente los Acuerdos de Dayton, en atención a los cambios en la estructura étnica de Bosnia y Herzegovina producto de la guerra.
Desde 1996 el poder de las entidades en comparación al del gobierno federal de Bosnia y Herzegovina ha disminuido sensiblemente, pero igualmente estas entidades siguen reservando para sí mismas gran cantidad de poderes y atribuciones. El distrito federal de Brčko, que se encuentra en el norte del país, fue creado en el añο 2000 por fuera del territorio de estas entidades, es así que oficialmente pertenece a las dos entidades, pero ninguna de ellas lo gobierna y el poder gubernamental, es local y se encuentra descentralizado. El distrito de Brčko se distingue por mantener una población multiétnica y por un estándar de vida por encima del promedio nacional.

## Acuerdos de Dayton
Debido a los Acuerdos de Dayton firmados el 14 de diciembre de 1995, Bosnia y Herzegovina forma un protectorado internacional con poder decisivo otorgado al Alto Representante para Bosnia y Herzegovina. Mantuvieron la frontera exterior de Bosnia y crearon un gobierno conjunto multiétnico y democrático. Este gobierno nacional está basado en representación proporcional similar al que existía en el anterior régimen socialista y se encarga de los asuntos exteriores, económicos y fiscales.
Los Acuerdos de Dayton establecieron la Oficina del Alto Representante (OAR) para supervisar la implementación de los aspectos civiles del acuerdo. Unos 250 miembros internacionales y 450 empleados lcoales trabajan para la OAR.

## Alto Representante
La autoridad política superior en el país es el Alto Representante para Bosnia y Herzegovina, el agente ejecutivo jefe por la presencia civil internacional en el país. Desde 1995 el Alto Representante ha tenido capacidad para evitar la asamblea parlamentaria electa o eliminar los agentes elegidos. Los métodos seleccionados por el Alto Representante se ven a menudo como dictatoriales. Incluso los símbolos del estado bosnio (bandera y escudo de armas) los eligió el Alto Representante en vez del pueblo bosnio. El origen de su autoridad es básicamente contractual. Su mandato deriva de los Acuerdos de Dayton, con confirmación por el Consejo de Implementación de la Paz, un cuerpo ad hoc con un equipo directivo compuesto por representantes de Canadá, Francia, Alemania, Italia, Japón, Rusia, el Reino Unido, los Estados Unidos, el presidente de la Unión Europea, la Comisión Europea y la Organización de Cooperación Islámica.

## Poder ejecutivo
La cargo de presidente de Bosnia y Herzegovina rota entre los tres miembros (bosníacos, serbios y croatas), cada uno elegido por un periodo rotacional de ocho meses dentro de los cuatro años de duración como miembros presidenciales. Los tres miembros de la presidencia se eligen directamente por los habitantes; por un lado los votantes de la federación que eligen tanto al bosníaco y al croata, y por el otro los votantes de la república Srpska que eligen al serbio. La presidencia es el jefe de gobierno y es el principal responsable de la política exterior y las propuestas de presupuestos.
El presidente del país elige al presidente del Consejo de Ministros de Bosnia y Herzegovina y este tiene que ser aprobado a su vez por la Cámara de Representantes. Este es responsable de elegir un ministro de asuntos exteriores, uno de comercio exterior y otros que considere apropiado.
El Consejo se encarga de desarrollar varias políticas y decisiones en los ámbitos de diplomacia, economía, relaciones interétnicas y otros asuntos acordados por las entidades.
Cada una de las entidades tiene su propio Consejo de Ministros, que trata los asuntos internos no relacionados con el consejo estatal.

### Principales agentes gubernamentales
| Puesto                     | Nombre                   | Partido                                          | Desde                   |
| -------------------------- | ------------------------ | ------------------------------------------------ | ----------------------- |
| Alto Representante         | Christian Schmidt        |                                                  | 1 de agosto de 2021     |
| Miembros de la Presidencia | Željka Cvijanović (Jefa) | Alianza de Socialdemócratas Independientes       | 16 de noviembre de 2022 |
| Miembros de la Presidencia | Denis Bećirović          | Partido Socialdemócrata de Bosnia y Herzegovina  | 16 de noviembre de 2022 |
| Miembros de la Presidencia | Željko Komšić            | Partido Socialdemócrata de Bosnia y Herzegovina  | 20 de noviembre de 2018 |
| Primera ministra           | Borjana Krišto           | Unión Democrática Croata de Bosnia y Herzegovina | 25 de enero de 2023     |

### Historia
Los pasados altos representantes internacionales han sido: Carl Bildt, Carlos Westendorp, Wolfgang Petritsch, Paddy Ashodown, Christian Scharz-Schilling, Miroslav Lajčák.
Los miembros de la presidencia que dimitieron ante presión por la Agencia del Alto Representante han sido: Mirko Šarović, Ante Jelavić, Dragan Čović. Alija Izetbegović también se dimitió de la presidencia.
En febrero de 2000 la Corte Suprema dictaminó que la estructura del Consejo de Ministros era inconstitucional y actualmente se está negociando una nueva.

## Poder legislativo
La Asamblea Parlamentaria o Parliamentarna skupština es el principal cuerpo legislativo en Bosnia y Herzegovina. Se compone de dos cámaras:
- la Cámara de los Pueblos o Dom naroda
- la Cámara de Representantes o Predstavnički dom/Zastupnički dom

La Asamblea Parlamentaria se encarga de:
- aprobar la legislación necesaria para tomar decisiones presidenciales o para llevar a cabo las tareas propias de la Asamblea en el marco de la constitución.
- decidir sobre las fuentes y cantidades de ingresos para las actividades de las instituciones de Bosnia y Herzegovina y las obligaciones internacionales.
- aprobar el presupuesto para las instituciones del país.
- decidir la ratificación de los tratados y acuerdos.
- otros asuntos necesarios para llevar a cabo sus tareas asignadas por acuerdo conjunto de las entidades.

Bosnia y Herzegovina no tuvo una ley electoral permanente hasta 2001. Hasta entonces un borrador de ley especificaba periodos de cuatro años para las legislaturas estatales y de entidades administrativas de primer orden. La ley electoral definitiva fue aprobada y publicada el 9 de septiembre de 2001.

### Cámara de los Pueblos
La Cámara de los Pueblos incluye quince delegados que permanecen dos años. Las dos terceras partes de ellos vienen de la Federación (cinco croatas y cinco bosníacos) y la otra tercera parte de la RS (5 serbios). Nueve miembros de la Casa de los Pueblos constituye un quórum, siempre y cuando estén presentes al menos tres delegados de cada grupo. La Cámara de los Pueblos de la Federación selecciona a sus representantes, la cual cuenta con 58 escaños (17 bosníacos, 17 croatas, 17 serbios, 7 para otros) y a cuyos miembros se les delega en las asambleas cantonales para periodos de cuatro años de duración. Los 28 miembros de la Cámara de los Pueblos de la República Srpska seleccionan sus representantes, la cual se estableció en la Asamblea nacional de la República Srpska. Cada nación constituyente tienen ocho delegados y los demás tienen cuatro.

### Cámara de Representantes
La Cámara de Representantes comprende 42 miembros elegidos por los ciudadanos mediante un sistema de representación proporcional para un periodo de cuatro años. Dos tercios de los miembros los elige la Federación (14 croatas y 14 bosníacos) y un tercio los elige la República Srpska (14 serbios).
Para las elecciones de 2010 los votantes en la Federación de Bosnia y Herzegovina eligieron 22 miembros en cinco circunscripciones mediante representación proporcional, mientras que los siete escaños restantes se cubrieron mediante representación proporcional compensatoria. Los votantes en la República Srpska eligieron nueve miembros en tres circunscripciones mediante representación proporcional, mientras que los otros cinco escaños se cubrieron por representación proporcional compensatoria.

## Partidos políticos y elecciones
| Candidatos                 | Partidos nominados           | Bosníacos     | Serbios       | Croatas      |
| -------------------------- | ---------------------------- | ------------- | ------------- | ------------ |
| Haris Silajdžić            | SBiH                         | 288 321 (62%) |               |              |
| Sulejman Tihić             | SDA                          | 130 470 (28%) |               |              |
| Mirnes Ajanović            | Patriotski Blok BOSS-SDU BiH | 38 412 (8%)   |               |              |
| Nebojša Radmanović         | SNSD                         |               | 216 631 (55%) |              |
| Mladen Bosić               | SDS                          |               | 98 329 (25%)  |              |
| Ranko Bakić                |                              |               | 13 198 (3%)   |              |
| Željko Komšić              | SDP                          |               |               | 97,267 (41%) |
| Ivo Miro Jović             | HDZ BiH                      |               |               | 59,831 (25%) |
| Božo Ljubić                | (HDZ 1990)                   |               |               | 42,424 (18%) |
| Mladen Ivanković Lijanović |                              |               |               | 20,954 (9%)  |
| Total                      |                              | 457,203       | 328,158       | 220,446      |
| Fuente: Izbori.ba          |                              |               |               |              |

| Partidos | Federación de Bosnia y Herzegovina | Federación de Bosnia y Herzegovina | Federación de Bosnia y Herzegovina | República Srpska | República Srpska | República Srpska | Total |
| Partidos | Votos                              | %                                  | Escaños                            | Votos            | %                | Escaños          | Total |
| --- | ---------------------------------- | ---------------------------------- | ---------------------------------- | ---------------- | ---------------- | ---------------- | ----- |
| Alianza de Socialdemócratas Independientes (Stranka nezavisnih socijaldemokrata)-Milorad Dodik                     | 7,265                              | 0.85%                              | 0                                  | 262,203          | 46.93%           | 7                | 7     |
| Partido de Acción Democrática (Stranka Demokratske Akcije)                                                         | 217,961                            | 25.54%                             | 8                                  | 20,514           | 3.67%            | 1                | 9     |
| Partido por Bosnia y Herzegovina (Stranka za Bosnu i Hercegovinu)                                                  | 196,230                            | 22.99%                             | 7                                  | 23,257           | 4.16%            | 1                | 8     |
| Partido Socialdemócrata de Bosnia y Herzegovina (Socijaldemokratska partija Bosne i Hercegovine)                   | 131,450                            | 15.40%                             | 5                                  | 11,822           | 2.12%            | 0                | 5     |
| Partido Democrático Serbio (Srpska demokratska stranka)                                                            |                                    |                                    |                                    | 108,616          | 19.44%           | 3                | 3     |
| Unión Democrática Croata de Bosnia y Herzegovina (Hrvatska demokratska zajednica)-Hrvatska koalicija-HNZ           | 68,188                             | 7.99%                              | 3                                  | 1,145            | 0.20%            | 0                | 3     |
| Croatas Unidos (Hrvatsko Zajedništvo, coalition led by HDZ 1990)                                                   | 52,095                             | 6.10%                              | 2                                  | 591              | 0.11%            | 0                | 2     |
| Partido Patriótico Bosnio-Herzegovino de Sefer Halilović (Bosanskohercegovačka Patriotska Stranka-Sefer Halilović) | 37,608                             | 4.41%                              | 1                                  | 866              | 0.16%            | 0                | 1     |
| Partido del Progreso Democrático (Partija demokratskog progresa RS )                                               |                                    |                                    |                                    | 28,410           | 5.08%            | 1                | 1     |
| Partido Popular del Trabajo para la Mejora (Narodna stranka Radom za boljitak)                                     | 27,487                             | 3.22%                              | 1                                  | 5,533            | 0.99%            | 0                | 1     |
| Alianza de los Demócratas (Demokratski narodni savez)                                                              | 232                                | 0.03%                              | 0                                  | 19,868           | 3.56%            | 1                | 1     |
| Comunidad de los Demócratas (Demokratska Narodna Zajednica)                                                        | 16,221                             | 1.90%                              | 1                                  | 321              | 0.06%            | 0                | 1     |
| Total |                                    |                                    | 28                                 |                  |                  | 14               | 42    |

### Historia electoral
Cámara Nacional de Representantes:
- elecciones del 12–13 de septiembre de 1998:
  - escaños por partido/coalición - KCD 17, HDZ-BiH 6, SDP-BiH 6, Sloga 4, SDS 4, SRS-RS 2, DNZ 1, NHI 1, RSRS 1
- elecciones del 5 de octubre de 2002:
  - porcentaje de voto por partido/coalición - SDA 21.9%, SDS 14.0%, SBiH 10.5%, SDP 10.4%, SNSD 9.8%, HDZ 9.5%, PDP 4.6%, otros 19.3%
  - escaños por partido/coalición - SDA 10, SDS 5, SBiH 6, SDP 4, SNSD 3, HDZ 5, PDP 2, otros 7

Cámara de los Pueblos:
- constituida el 4 de diciembre de 1998
- constituida anticipadas en 2000
- constituida en enero de 2003
- siguiente en constituirse en 2007

Cámara de Representantes de la Federación:
- elecciones de 1998:
  - escaños por partido/coalición - KCD 68, HDZ-BiH 28, SDP-BiH 25, NHI 4, DNZ 3, DSP 2, BPS 2, HSP 2, SPRS 2, BSP 1, KC 1, BOSS 1, HSS 1
- elecciones del 5 de octubre de 2002:
  - escaños por partido/coalición - SDA 32, HDZ-BiH 16, SDP 15, SBiH 15, otros 20

Cámara de los Pueblos de la Federación Fedation House of Peoples:
- constituida en noviembre de 1998
- constituida en diciembre de 2002

Asamblea Nacional de la República Srpska:
- elecciones de 1998
  - escaños por partido/coalición - SDS 19, KCD 15, SNS 12, SRS-RS 11, SPRS 10, SNSD 6, RSRS 3, SKRS 2, SDP 2, KKO 1, HDZ-BiH 1, NHI 1
- elecciones anticipadas en 2000
- elecciones del 5 de octubre de 2002
  - escaños por partido/coalición - SDS 26, SNSD 19, PDP 9, SDA 6, SRS 4, SPRS 3, DNZ 3, SBiH 4, SDP 3, otros 6

## Poder judicial

### Tribunal Constitucional
El Tribunal Constitucional de Bosnia y Herzegovina es árbitro supremo y final en materia legal. Se compone de nueve miembros: cuatro elegidos por la Cámara de Representantes de la Federación, dos por la Asamblea de la RS y tres por el presidente del Tribunal Europeo de Derechos Humanos tras consultar con la presidencia.
La duración de los inicialmente electos es de cinco años, a menos que renuncien o sean depuestos por alguna causa con consenso de los otros jueces. Una vez elegidos, los jueces no pueden ser candidatos a reelección. Estos harán sus funciones hasta los 70 años, a no ser que dimitan o sean depuestos por alguna causa. Las selecciones realizadas cinco años después de las iniciales podrían llevarse a cabo bajo una ley de selección diferente, establecida en tal caso por la Asamblea Parlamentaria.
Los procesos del tribunal son públicos y sus decisiones publicadas. Las normas del tribunal son adoptadas mediante mayoría y sus decisiones son finales y vinculantes.
La jurisdicción original del Tribunal Constitucional consiste en decidir cualquier disputa constitucional que surja entre las entidades o entre Bosnia y Herzegovina y una o varias entidades. Tales disputas las puede remitir solo un miembro de la presidencia, el presidente del Consejo de Ministros, el presidente de cada cámara de la Asamblea Parlamentaria o una cuarta parte de los componentes de la legislatura de cada entidad.
Asimismo, el tribunal tiene jurisdicción de apelación dentro del territorio nacional.

### Tribunal Estatal
El Tribunal Estatal de Bosnia y Herzegovina se compone de tres divisiones: administrativo, de apelación y criminal. Tiene jurisdicción sobre los casos relacionados con leyes estatales y jurisdicción de apelación sobre los casos iniciados en alguna de las entidades.
En enero de 2005 se añadió una Cámara de Crímenes de Guerra y ha adoptado dos casos transferidos desde el Tribunal Penal Internacional para la ex Yugoslavia, así como docenas de casos de crímenes de guerra iniciados en los juzgados cantonales.
El Tribunal Estatal también trata el crimen organizado, el económico y los casos de corrupción. Por ejemplo, el anterior miembro de la presidencia Dragan Ćović está actualmente enjuiciado por participación en sindicatos de crimen organizado.

### Cámara de Derechos Humanos
La Cámara de Derechos Humanos de Bosnia y Herzegovina (Dom za ljudska prava za Bosnu i Hercegovinu) ha mostrado actividad entre marzo de 1996 y el 31 de diciembre de 2003. Era un cuerpo judicial establecido bajo el anexo 6 a los Acuerdos de Dayton.

### Entidades
Cada entidad tiene un Tribunal Supremo y otros tribunales de nivel inferior. Hay diez tribunales cantonales en la Federación, además de los municipales. La República Srpska tiene cinco tribunales municipales.